# 509-я смешанная авиагруппа
509-я смешанная авиагруппа (англ. 509th Composite Group, 509 CG )  — подразделение ВВС армии США, созданное во время Второй мировой войны для оперативного развертывания ядерного оружия.  В августе 1945 года авиагруппа провела атомные бомбардировки Хиросимы и Нагасаки. 
Была сформирована 17 декабря 1944 года на авиабазе Вендовер, штат Юта. Командующий — подполковник Пол У. Тиббетс.  Авиагруппа была обозначена как смешанная, поскольку, кроме бомбардировщиков Боинг В-29 Superfortress, имела на вооружении  транспортные самолеты моделей С-47 Skytrain и С-54 Skymaster. Имела на вооружении B-29 модели Silverplate, предназначенные для  несения ядерного оружия.
С мая 1945 года группа базировалась на о. Тиниан Северных Марианских островов. Помимо двух ядерных бомбардировок, было произведено 12 боевых вылетов против целей в Японии с использованием тяжелых фугасных бомб (т.н. «тыквенные бомбы»).
В послевоенную эпоху 509-я CG была одной из первых десяти бомбардировочных групп, вошедших в Стратегическое командование ВВС США (21 марта 1946 года), и единственной, оснащенной самолетами B-29 Superfortress модели Silverplate, способными нести атомные бомбы. 10 июля 1946 года была переименована в 509-ю тяжелую бомбардировочную группу.

## Награды
- Медаль «За Азиатско-тихоокеанскую кампанию»